# Hures-la-Parade
Hures-la-Parade település Franciaországban, Lozère megyében. Lakosainak száma 232 fő (2022. január 1.). Hures-la-Parade Veyreau, La Malène, Mas-Saint-Chély, Vebron, Gatuzières, Meyrueis, Saint-Pierre-des-Tripiers, Gorges du Tarn Causses és Massegros Causses Gorges községekkel határos.

## Népesség
A település népességének változása:
| Lakosok száma | 268  | 274  | 247  | 234  | 231  | 226  | 221  | 232  |
|               | 2013 | 2015 | 2017 | 2018 | 2019 | 2020 | 2021 | 2022 |